# Episodi di Royal Pains (settima stagione)
La settima stagione della serie televisiva Royal Pains, composta da otto episodi, è stata trasmessa in prima visione assoluta negli Stati Uniti d'America dal canale USA Network dal 2 giugno al 21 luglio 2015.
In Italia è stata trasmessa sul canale Premium Stories di Mediaset Premium dal 26 febbraio al 15 aprile 2016. In chiaro è stata trasmessa dal 4 settembre al 2 ottobre 2016 sul canale La 5.
| n° | Titolo originale          | Titolo italiano            | Prima TV USA   | Prima TV Italia  |
| -- | ------------------------- | -------------------------- | -------------- | ---------------- |
| 1  | Rebound                   | Delusione d'amore          | 2 giugno 2015  | 26 febbraio 2016 |
| 2  | False Start               | Falsa partenza             | 9 giugno 2015  | 4 marzo 2016     |
| 3  | Playing Doctor            | Medico per un giorno       | 16 giugno 2015 | 11 marzo 2016    |
| 4  | The Prince of Nucleotides | Il principe dei nucleotidi | 23 giugno 2015 | 18 marzo 2016    |
| 5  | Voices Carry              | Per colpa della voce       | 30 giugno 2015 | 25 marzo 2016    |
| 6  | Secret Asian Man          | L'asiatico misterioso      | 7 luglio 2015  | 1 aprile 2016    |
| 7  | Lama Trauma               | Operazione segreta         | 14 luglio 2015 | 8 aprile 2016    |
| 8  | Lending a Shoulder        | Una spalla su cui piangere | 21 luglio 2015 | 15 aprile 2016   |